# Riksståthållare (Tredje riket)
Riksståthållare (tyska Reichsstatthalter) var ett ämbete som skapades i Tyskland efter det nazistiska maktövertagandet 1933. Genom den andra lagen om samordning mellan delstaterna och riket (Zweites Gesetz zur Gleichschaltung der Länder mit dem Reich), utfärdad i april 1933, skapades riksståthållarämbetet med uppdrag att genomföra den nazistiska politiken i de tyska delstaterna.
Riksståthållarna fick befogenhet att:
- utnämna och avskeda delstaternas ministerpresidenter (regeringschefer).
- upplösa delstaternas representativa församlingar (lantdagarna) och utlysa nyval.
- utfärda och kungöra delstatslagar.
- utnämna och avsätta viktiga delstatliga ämbetsmän och domare.

Riksståthållarna kunde från 1935 också direkt bli delstatliga regeringschefer. I Österrike efter Anschluss 1938 och i de delar av det ockuperade Europa som anslöts till det Tyska riket utnämndes också riksståthållare.

## Riksståthållare i Tyskland
| Ståthållardistrikt                                                                                      | Säte      | Ämbetsinnehavare                                                         |
| --- | --------- | ------------------------------------------------------------------------ |
| Baden (1940–1945 Baden-Elsass)                                                                          | Karlsruhe | Robert Wagner                                                            |
| Bayern                                                                                                  | München   | Franz von Epp                                                            |
| Braunschweig/Anhalt                                                                                     | Dessau    | 1933–1935 Wilhelm Loeper 1935–1937 Fritz Sauckel 1937–1945 Rudolf Jordan |
| Hamburg                                                                                                 | Hamburg   | Karl Kaufmann                                                            |
| Hessen                                                                                                  | Darmstadt | Jakob Sprenger                                                           |
| Lippe/Schaumburg-Lippe                                                                                  | Detmold   | Alfred Meyer                                                             |
| Mecklenburg-Schwerin/Lübeck/Mecklenburg-Strelitz (1934–1937 Mecklenburg/Lübeck) (1937–1945 Mecklenburg) | Schwerin  | Friedrich Hildebrandt                                                    |
| Oldenburg/Bremen                                                                                        | Oldenburg | 1933–1942 Carl Röver 1942–1945 Paul Wegener                              |
| Preussen                                                                                                | Berlin    | 1933–1935 Adolf Hitler 1935–1945 Hermann Göring                          |
| Sachsen                                                                                                 | Dresden   | Martin Mutschmann                                                        |
| Thüringen                                                                                               | Weimar    | Fritz Sauckel                                                            |
| Württemberg                                                                                             | Stuttgart | Wilhelm Murr                                                             |

## Riksståthållare i de annekterade områdena
I de nya Reichsgau – Sudetenland, Danzig-Westpreußen, Wartheland och Donau- och Alpgau – ledde riksståthållaren förvaltningen. Riksståthållarämbetet var där i personalunion förenad med partibefattningen som Gauleiter. 
| Ståthållardistrikt                | Säte        | Ämbetsinnehavare                                         |
| --------------------------------- | ----------- | -------------------------------------------------------- |
| Danzig-Westpreußen                | Danzig      | 1939–1945 Albert Forster                                 |
| Kärnten                           | Klagenfurt  | 1940–1941 Franz Kutschera 1941–1945 Friedrich Rainer     |
| Niederdonau (Niederösterreich)    | Wien        | 1940–1945 Hugo Jury                                      |
| Oberdonau (Oberösterreich)        | Linz        | 1940–1945 August Eigruber                                |
| Salzburg                          | Salzburg    | 1940–1941 Friedrich Rainer 1941–1945 Gustav Adolf Scheel |
| Steiermark                        | Graz        | 1940–1945 Siegfried Uiberreither                         |
| Sudetenland                       | Reichenberg | 1939–1945 Konrad Henlein                                 |
| Tyrolen-Vorarlberg                | Innsbruck   | 1940–1945 Franz Hofer                                    |
| Wartheland                        | Posen       | 1939–1945 Arthur Greiser                                 |
| Westmark (Luxemburg och Saarland) | Saarbrücken | 1941–1944 Josef Bürckel 1944–1945 Willi Stöhr            |
| Storwien                          | Wien        | 1940 Josef Bürckel 1940–1945 Baldur von Schirach         |